# أودري بي. كولينز
أودري بي. كولينز (بالإنجليزية: Audrey B. Collins) هي قاضية ومحامية أمريكية، ولدت في 12 يونيو 1945 في تشيستر في الولايات المتحدة.